# Isao
Isao ist ein japanischer männlicher Vorname, der insbesondere in der Shōwa-Zeit weitverbreitet war.

## Namensträger
- Isao Aoki (* 1942), japanischer Profigolfer
- Isao Homma (* 1981), japanischer Fußballspieler
- Isao Hosoe (1942/1943–2015), japanischer Industrie- und Möbeldesigner
- Isao Iwabuchi (1933–2003), japanischer Fußballspieler
- Isao Kimura (1923–1981), japanischer Schauspieler
- Isao Matsuura (1923–2002), japanischer Politiker
- Isao Nakauchi (1922–2005), japanischer Unternehmer und Philanthrop
- Isao Suzuki (1933–2022), japanischer Jazz-Bassist und -Cellist
- Isao Takahata (1935–2018), japanischer Anime-Regisseur und -Produzent
- Isao Tomita (1932–2016), japanischer Musiker und Komponist
- Isao Yukisada (* 1968), japanischer Filmregisseur und Drehbuchautor